# Нойруппин
Нойруппи́н (нем. Neuruppin [nɔʏʁʊˈpiːn], н.-нем. Reppin) — город в земле Бранденбург, Германия. Расположен у озера Руппинер-Зе.

## Население
| Год  | Численность | Численность |
| ---- | ----------- | ----------- |
| 2005 | 32 145      | [ 1 ]       |
| 2010 | 31 599      | [ 2 ]       |
| 2015 | 30 715      | [ 3 ]       |
| 2020 | 30 764      | [ 4 ]       |
| 2021 | 31 002      | [ 5 ]       |
| 2022 | 31 422      | [ 6 ]       |
| 2023 | 31 803      | [ 7 ]       |
| 2024 | 32 656      | [ 8 ]       |

## Памятники Нойруппина
Город богат памятниками выдающимся людям разных эпох, которые родились или длительное время жили в городе и влияли на его судьбу. В частности, наиболее известными являются памятники немецкому архитектору Карлу Фридриху Шинкелю, писателю Теодору Фонтане, королю Пруссии Фридриху Вильгельму II, книгоиздателю Густаву Кюгну.

## Галерея

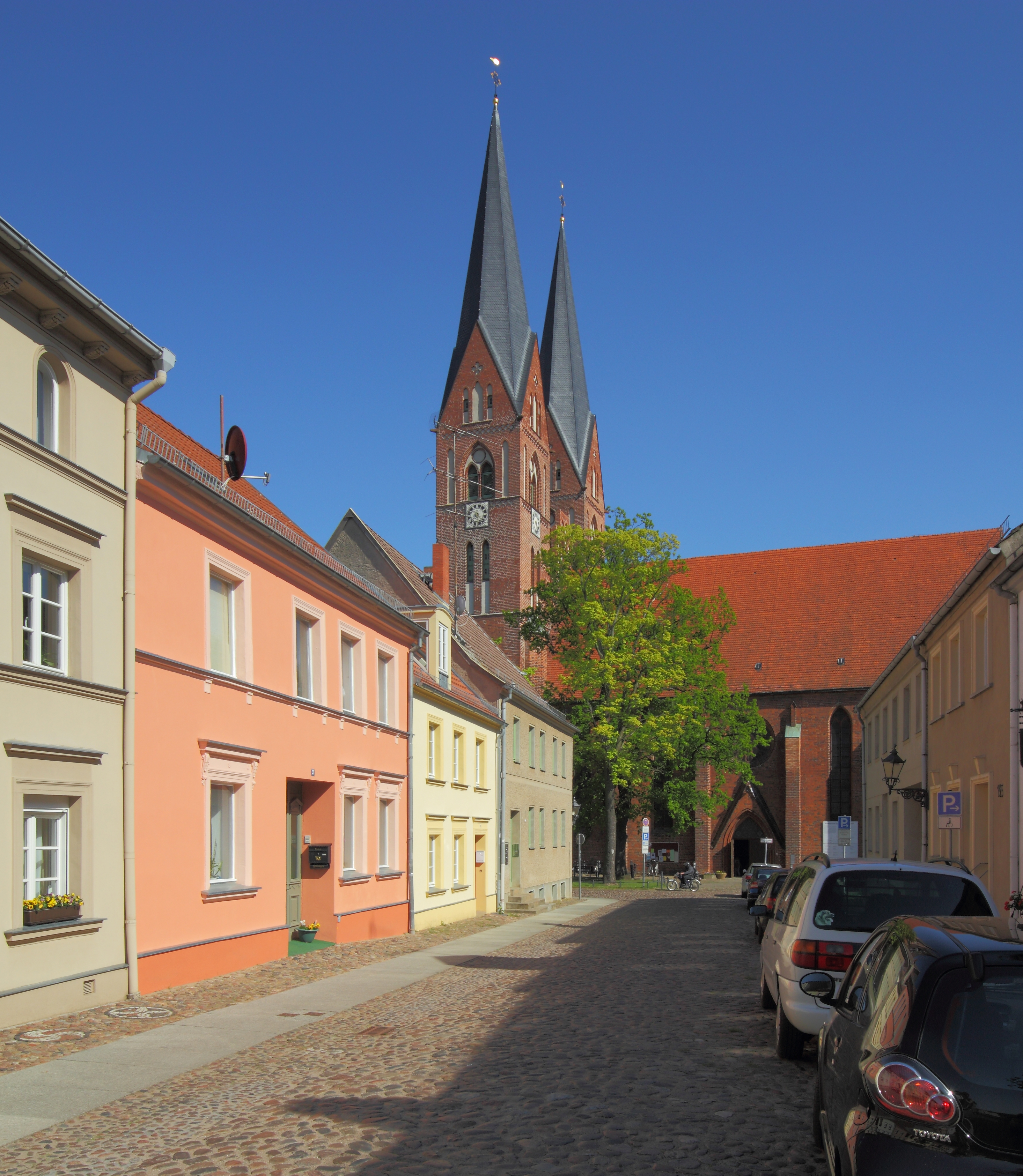
Костёл Святой Троицы
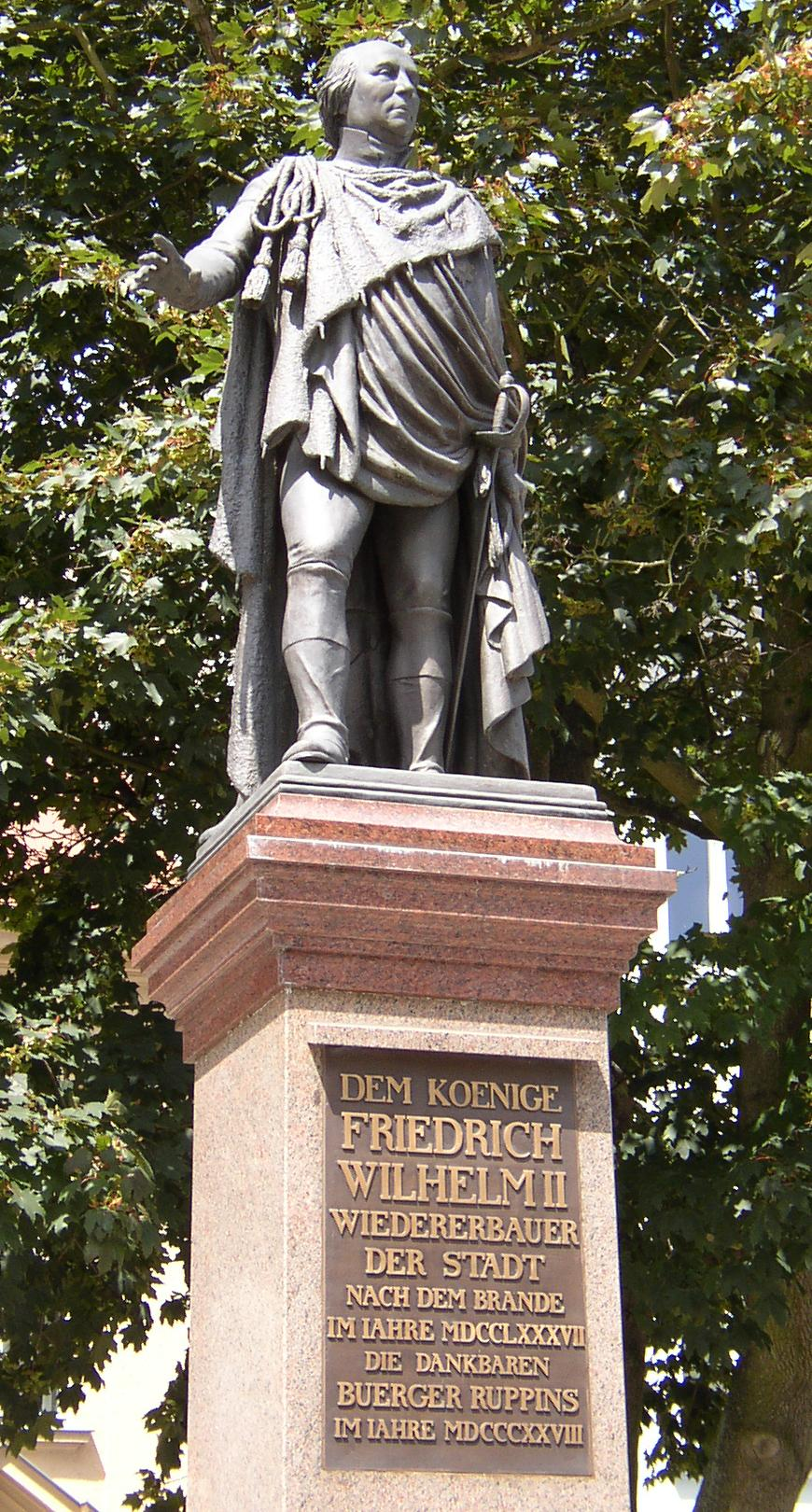
Статуя Фридриха Вильгельма II

## Известные жители
- Эрих Арендт (1903—1984) — немецкий поэт и переводчик.
- Вильгельм Карл Генц (1822—1890) — выдающийся немецкий исторический и этнографическо-жанровый живописец-ориенталист.
- Валентин Розе — химик и фармацевт.
- Карл Фридрих Шинкель — архитектор и художник. Считается лидером «романтического историзма» в немецком зодчестве.
- Теодор Фонтане — профессиональный потомственный аптекарь и выдающийся немецкий писатель, представитель поэтического реализма.
- Герман Гот — генерал-полковник вермахта во время Второй мировой войны.
- Фриц Бааде — экономист и политик.
- Татьяна Хюфнер — саночница.
- Генрих Хармьянц — языковед, этнограф, фольклорист и социолог, сотрудник Аненербе, штандартенфюрер СС.
- Эва Штриттматтер — писательница и поэтесса.